# 학사장교
학사사관(學士士官) 또는 학사장교(學士將校)는 대한민국 국군의 주요 장교 양성과정 중의 하나이다. 학사사관 제도의 유래는 미국의 사관학교, 학군사관 제도와 더불어 주요 장교 양성제도인 OCS(Officer Candidate School)에서 찾을 수 있다. OCS는 학군사관 외 비사관학교 출신의 장교를 양성하는 제도인 사관후보생 군사학교를 지칭한다. 육군 학사사관(KAOCS), 해군·해병대 사관후보생(OCS), 공군 학사사관후보생(OTS) 등으로 명칭만 다를 뿐 모두 학사사관으로 분류된다.

## 각 군 학사사관

### 육군
학사사관은 1980년대 대한민국의 대내외적 안보환경이 불안했던 시기, '문무를 겸비한 장교' 양성을 기치로 1981년 6월 28일 학사사관 제도가 창설되었다. 이에 전투병과 위주의 정예 간부 632명이 학사 1기로 광주 상무대에서 임관하였다. 학사 2기부터는 생도과정이 폐지된 육군3사관학교에서 장교양성교육을 받고 임관하게 되었으며, 1980년대 중순부터는 군 가산복무 지원금 지급 대상자 제도를 도입하여 매년 2개 기수씩 임관하였는데, 전반기에 임관하는 '홀수 기수'와 후반기에 임관하는 '짝수 기수'로 나누어졌고 행정고시, 외무고시, 기술고시 출신자와 군 가산복무 지원금 지급 대상자는 전반기에 입대하였다. 2010년 이후 연 1개 기수로 통합되어 현재에 이르고 있다. 육군 학사사관은 2011년까지 육군3사관학교에서 16주간의 장교양성 과정을 이수하고 소위로 임관하였으며 2012년부터는 육군학생군사학교에서 장교양성교육을 받고 임관하고 있다. 2015년 6월1일부로 여군사관은 학사사관으로 통합되었으며, 여군55기(2010년 임관) 이후 임관자는 임관구분도 학사사관으로 단일화되었다. 2024년까지 총 69개 기수(52,357명)의 정예 장교가 학사사관 과정으로 배출되었다.
학사사관은 제도가 정착되기 시작한 1980년대 말부터 장기복무자가 늘어나기 시작하여 2018년 기준으로 6,385명이 현역으로 복무하고 있다. 세부적으로 장성을 포함한 약 2,500여 명의 영관장교, 중 · 소대장의 약 40%를 담당하고 있으며, 의무복무를 마치고 사회에 진출한 전역자 또한 전문분야의 지식과 군에서 체득한 장교가 지녀야 할 지도력, 군인정신을 바탕으로 사회 각계각층에서 눈부신 활약을 하고 있다.
군에서는 정현석 준장(3기)을 시작으로 최진규 중장(9기), 소영민 중장(11기) 등 장성급 장교로 꽤 많이 진출한 상태이며 특히 소영민 중장의 경우 요직인 육군특수전사령관을 역임했다.
정관계에서 제13대 육군학사장교 총동문회장인 이종배(1기) 국민의힘 의원, 박성중(1기) 前 국회의원, 김희국(2기) 前 국회의원, 이병훈(2기) 前 국회의원, 윤준병(5기) 더불어민주당 의원, 송석준(21기) 국민의힘 의원, 김동완(1기) 前 국회의원, 유정복(1기) 前 국회의원 및 인천광역시장, 前 새정치민주연합 원내대표인 전병헌(1기) 前 국회의원, 정양석(1기) 前 국회의원, 홍익표(19기) 前 국회의원 등이 있다. 또한 김조원(1기) 문재인 정부 제2대 대통령비서실 민정수석비서관, 정승(1기) 제1대 식품의약품안전처장, 정재근(5기) 박근혜 정부 제1대 행정자치부 차관, 김덕중(7기) 제20대 국세청장, 이전환(7기) 제23대 국세청차장, 이종호(7기) 前 중부지방국세청장, 故 여희광(7기) 제8대 대구광역시 행정부시장, 박동훈(8기) 前 청와대 행정자치비서관, 김낙회(8기) 前 국무조정실 조세심판원장, 오균(9기) 前 청와대 국정과제비서관, 김준동(13기) 前 산업통상자원부 에너지자원실장, 이호승(15기) 문재인 정부 제4대 대통령비서실 정책실장, 김의도(17기) 통일부 남북회담본부 본부장 등 5급 이상의 공직자가 1,000여 명이 있다. 현직 단체장 가운데는 유정복(1기) 인천광역시장, 정헌율(2기) 익산시장, 배광식(4기) 대구 북구청장 등이 있다. 법조계는 양부남(5기) 제32대 부산고등검찰청 검사장을 포함한 40여 명, 경찰은 윤종기(5기) 제28대 인천지방경찰청장 등 약 300여 명, 교육계에는 노동일(1기) 前 경희대학교 법학전문대학원 교수와 손창민(16기) 위덕대학교 대외부총장을 포함한 대학교수 약 600여 명, 김옥기(2기) 前 연세중 교장을 포함한 교사 800여 명, 경제계에는 윤홍근(1기) 제네시스 회장을 포함한 4,000여 명 등이 활약하고 있다.

### 해군
해사대학 내 특별교육대를 설치하여 1948년 6월 29일 제1차 74명이 처음 입교한 이래, 1967년 임관한 45차까지는 주로 특과장교를 양성, 배출하였으나, 1968년 1월에 임관한 제46차부터는 항해 등 전투병과 장교 40명이 임관하였다.
1967년 제45차부터는 간부후보생으로 그 명칭이 바뀌었고, 1972년 제55차부터 사관후보생으로 개정되었다.
제90기부터는 임관 기수 제도의 시행으로, 91기 비정기 기수를 제외한 92~101기까지는 연 1회 임관하였고, 2007년부터는 모집시기를 2회로 조정하여, 제102기와 제103기가 각각 동년 6월과 11월에 임관식을 했다.
2001년 7월에는 사관후보생 96기로 13명의 여군을 임관시키고, 동년 11월 그중 6명을 여군 최초로 함정에 배치하는 등, 100기까지 1만 6천여 명의 장교를 양성해오고 있다.

### 공군
공군사관후보생은 1948년도 5월 14일 제1기 임관 이래 1997년 2월 1일 99기 임관까지 약 25,000여 명의 장교를 배출하였다. 1988년까지 대전에서 교육훈련하다가 1989년 85기부터 경상남도 진주소재 교육사령부 기본군사훈련단 장교교육대대(사관교육대)로 이전하여 교육훈련하였다. 1년에 2차 수 대략 300~500명 정도가 장교로 임관된다.